# London Overground Rail Operations Ltd
London Overground Rail Operations Ltd (LOROL) és una empresa, operadora de trens contractats per al servei ferroviari London Overground (LO), és un servei del grup National Rail i licitat per Transport for London.
LOROL era inicialment anomenada MTR Laing, una empresa conjunta entre MTR and Laing Rail. Amb el llançament de London Overground, l'empresa es va canviar de nom a LOROL. L'empresa actualment és propietat de MTR Corporation i Deutsche Bahn (DB Regio).
El contracte per operar els trens de LO es va signar el 2 de juliol de 2007 i LOROL va començar els serveis de London Overground l'11 de novembre del mateix any. El contracte és per a set anys amb la possibilitat d'una pròrroga de dos anys.